# Neofelis
Neofelis is een geslacht van katachtigen dat voorkomt in het zuidoosten van Azië. 

## Soorten
Het bestaat uit twee soorten: de nevelpanter (Neofelis nebulosa) en de Borneose nevelpanter (Neofelis diardi). Beide soorten zouden meer dan één miljoen jaar geleden uiteen gegaan zijn.